# Жорж-Луи Леклерк дьо Бюфон
Жорж-Луи Леклерк дьо Бюфон (на френски: Georges-Louis Leclerc, comte de Buffon) е френски натуралист, математик, биолог, космолог, автор на множество научни трудове. Изказва мнението, че отделните типове животни имат различен произход и са възникнали по различно време. Признава влиянието на външната среда и унаследяването на придобитите белези.